# 彩虹道
彩虹道（英語：Choi Hung Road）是一條位於香港九龍黃大仙區的街道。道路起初於1920年代隨著住宅區「啟德濱」的規劃，並在英皇子道（後更名為太子道）東面盡頭開闢了「西貢道」通往黃大仙和牛池灣，後來納入清水灣道範圍；至1959年5月29日，殖民地司署刊憲將介乎西北至東南偏南的路段獨立命名為「彩虹道」。整條道路圍繞新蒲崗一帶。
現時主要為四線雙程行車，起點在太子道東近Mikiki交界，至太子道東彩虹邨對開迴旋處為止，沿線發展以高密度住宅、工業大廈和休憩用地為主。

## 意外
2015年9月26日，天文台發出個多小時黃色暴雨警告，九龍東成為重災區，黃大仙近啟德河一段彩虹道，疑因正做復修工程的啟德明渠排洪能力不足，未能及時排走雨水，令附近變成澤國，水深及膝，相繼有巴士、的士及私家車拋錨，司機被困水中待救，幸無人受傷。

## 沿線街道交匯
按門牌號碼順序列出：
- 太子道東
- 寧遠街
- 樂善道
- 衍慶街
- 東泰里
- 大成街
- 爵祿街
- 沙田㘭道
- 蒲崗村道
- 大有街
- 四美街
- 彩頤里
- 斧山道
- 綠柳路
- 太子道東

## 沿線建築物
- 天主教伍華中學 （彩虹道5號）
- 樂善堂王仲銘中學 （彩虹道55號）
- Mikiki、譽·港灣（太子道東及彩虹道交界）
- 越秀廣場（寧遠街交界）
- 衍慶大廈（彩虹道58-82號）
- 新蒲崗大廈 （彩虹道84-114號）
- 啟德花園 、大成街街市（彩虹道121號）
- 黃大仙警署 （沙田坳道及彩虹道交界）
- 彩虹道遊樂場 （彩虹道150號）
- 啟鑽苑（彩虹道235號）
- 啟翔苑（彩虹道237號）
- 采頤花園 （彩虹道242號）

## 外部連結
- 彩虹道 （页面存档备份，存于），hk-place.com

22°20′19″N 114°12′01″E / 22.3386863°N 114.2003184°E